# Federico Ramiro
Federico Ramiro Mor, es un exjugador de baloncesto y abogado español. (Madrid, Comunidad de Madrid, España, 12 de diciembre de 1962). Jugó durante 16 años en la máxima categoría del basket español. Con 1244 asistencias, con un promedio de 3.27 por partido, se encuentra entre los 20 mayores asistentes  de la historia de la Liga ACB. (a fecha de mayo de 2016).

## Trayectoria
Formado en la cantera del Real Madrid, fue internacional en categorías inferiores, coincidiendo con jugadores como Fernando Martín y Andrés Jiménez, fue medalla de Bronce de Europa en Damasco en el año 1979 y subcampeón en el Torneo de Mannheim, siendo elegido el mejor jugador de ese torneo. Juega como junior en el Real Madrid en el año 1980 y al pasar a edad senior, y tener que disputar el puesto de base a Juan Antonio Corbalán y José Luis Llorente decide dejar el equipo blanco y fichar por el Club Baloncesto OAR Ferrol, equipo en el que juega 4 años, luego vendría el Caja Madrid, Saski Baskonia y el Caja de Ronda de Málaga, donde alcanzó la internacionalidad absoluta, y llegó a promediar más de 40 minutos por partido. Sus últimos equipos serían el CB Valladolid, coincidiendo con leyendas como Arvidas Sabonis y Oscar Schmidt y el CB Salamanca. Contabiliza 17 temporadas como profesional, 16 en ACB, con unos promedios de 7,6 puntos y 3,3 asistencias en 380 partidos.

## Selección española
- Selección de España Juvenil.
- Selección de España Junior.
- Selección de España. 5 partidos.

## Palmarés
- 1 Liga española:    79/80
- 1 Copas de España (1980)
- 1 Copa de Europa: 1979/80.
- 1980-81 Copa Mundial de Clubs. Real Madrid. Campeón.
- 1979 Eurobasket Juvenil. Selección de España. Damasco. Medalla de Bronce.

## Otros datos
- 1989-90 ACB. Caja Ronda. Líder en asistencias. 234 asistencias.
- 20-01-96 ACB. Marca histórica de 12.000 minutos.